# Chiave dicotomica
La chiave dicotomica o chiave dicotomica di identificazione è uno strumento che ci permette di identificare elementi, se strutturati in una tassonomia, in primo luogo gli organismi viventi. Tecnicamente rappresenta un semplice algoritmo binario, in informatica paragonabile in qualche modo ad un algoritmo di ricerca, come appunto la ricerca dicotomica, in una struttura dati (la tassonomia), e la conseguente categorizzazione dell'elemento ricercato.

Da definizione, in biologia, una dicotomia è una divisione di organismi in due gruppi tipicamente basati su di una caratteristica presente in un gruppo e assente nell'altro; sono parte integrante del processo di identificazione delle specie attraverso domande sequenziali. Alla domanda "è provvisto di ossa?", si dividono le specie animali in vertebrati e non-vertebrati, essendo chiaro che nessun animale può essere sia vertebrato che non, tantomeno può non appartenere a nessuna delle due categorie.
In fattispecie ci sono chiavi per determinare animali, piante, funghi, monere, protisti e qualunque altro essere vivente; chiavi che comprendono il livello specie, genere, famiglia, e altre categorie tassonomiche.
Una chiave dicotomica si basa sulle definizioni dei caratteri morfologici, macroscopici o microscopici; da essa si diramano due soluzioni possibili, se hanno o non hanno un determinato carattere. Ripetendosi il processo, di definizioni di caratteristiche, fino ad arrivare all'organismo in questione.

## Organizzazione della chiave
La chiave viene organizzata in dicotomie (a volte tricotomie) o dilemmi, ovvero, coppia di affermazioni contrapposte (esempio: "piante con fiori gialli" contro "piante senza fiori gialli").
Queste affermazioni sono nominate in modo diverso, con numeri arabi o romani, lettere, simboli, ecc.
Per esempio:
1a. Pianta con fiori azzurri o violetti................ 2

1b. Pianta con fiori gialli o bianchi......... 3
2a. Pianta con fiori azzurri ........ specie A

2b. Pianta con fiori violetti ........ specie B
3a. Pianta con fiori bianchi........ specie C

3b. Pianta con fiori gialli ..... specie D
La stessa chiave, organizzata in altro modo:
♦ Pianta con fiori azzurri o violetti
‡ Pianta con fiori azzurri ........ specie A
‡ Pianta con fiori violetti ........ specie B
♦ Pianta con fiori gialli o bianchi
‡ Pianta con fiori gialli ..... specie C
‡ Pianta con fiori bianchi ..... specie D
Notate come, in questo caso, le dicotomie si riconoscono perché hanno lo stesso simbolo.

## Come utilizzare una chiave?
Le chiavi dicotomiche sono degli strumenti molto utili per identificare gli organismi. Il suo impiego consiste sempre nel prendere una e solo una delle due alternative; bisogna prima leggere le due affermazioni e optare per una di queste. L'affermazione che si scarta non viene più presa in considerazione nello sviluppo della determinazione.
Tornando all'esempio del colore dei fiori, immaginiamo di avere un fiore giallo; leggiamo la prima dicotomia:
1a. Pianta con fiori azzurri o violetti................ 2

1b. Pianta con fiori gialli o bianchi ......... 3
La nostra pianta ha fiori gialli, per cui seguiamo la dicotomia numero 3 (saltando la 2)
3a. Pianta con fiori bianchi........ specie C

3b. Pianta con fiori gialli ..... specie D
Il nostro fiore realizza la condizione 3b, per cui appartiene alla specie D.
Nonostante ciò, è frequente trovare dicotomie ambigue, come per esempio:
1a. Longitudine superiore 4 cm ........ 2
1b. Longitudine inferiore 4 cm .......... 3
e il nostro specimen misura proprio 4 cm (o 3,9, o 4,1), dobbiamo seguire le due strade, fino ad imbattersi in una dicotomia che il nostro specimen non realizza; per esempio, se optiamo per seguire il cammino 2 (più di 4 cm) e più avanti scopriamo una dicotomia che dica
5a. Testa bianca
5b. Testa nera
fap
e il nostro esemplare ha la testa rossa, torneremo alla dicotomia 1 e seguiremo il cammino 3 (meno di 4 cm).

## Esempi pratici di chiavi dicotomiche

### Chiave per i vertebrati
La seguente chiave, semplificata ed esemplificativa serve per identificare le classi del subphylum vertebrati. La chiave è esemplificativa, perché in realtà una tale categorizzazione è semplificata. Tiene conto di caratteri primitivi e generali (vi sono mammiferi secondariamente senza pelo, esempio i cetacei, uccelli implumi, eccetera, per cui seguendo la chiave sottostante, un delfino finirebbe nei pesci ossei).
1a. Con pelo .............................................. Classe Mammiferi

1b. Senza pelo .........................................................................2
2a. Con piume ......................................... Classe Aves

2b. Senza piume ....................................................................3
3a. Senza mandibole .................................... Classe Agnati

3b. Con mandibole .............................................................4
4a. Con pinne pari........................................................5

4b. Senza pinne; con zampe o senza ......................................6
5a. Con scheletro osseo ............................... Classe Osteichthyes (pesci ossei)

5b. Con scheletro cartilaginoso .................... Classe Condritti (pesci cartilaginosi)
6a. Pelle secca, coperta di squame ................ Classe Rettili

6b. Pelle umida, senza squame ...................... Classe Anfibi
Se il nostro esemplare è una rana, realizzerà la condizione 1b (senza pelo), onde per cui passeremo alla dicotomia 2; delle due opzioni, realizzerà la 2b (senza piume), e passeremo alla dicotomia 3; avendo mandibole, seguiremo la dicotomia 4 e, siccome ha zampe e non ha pinne (opzione 4b), continueremo nella 6; infine, dato che manca di squame ed ha la pelle umida (6b), concluderemo che appartiene alla classe degli anfibi. Potremmo continuare con una chiave per gli ordini di anfibi:
1a. Senza zampe .............. Ordine Apodi

1b. Con zampe ................................2
2a. Con coda ............... Ordine Urodeli

2b. Senza coda ................ Ordine Anuri
Siccome la nostra rana possiede zampe (1b) e manca di coda (2b), risulta che è un anuro. In questo modo, seguendo le chiavi di rango tassonomico sempre più basse, potremo arrivare alla specie.

## Chiave per oggetti
Non solo possono essere elaborate chiavi per identificare esseri viventi, ma, in teoria, qualsiasi raccolta di oggetti può essere separata usando chiavi dicotomiche.
Se desideriamo separare elementi di vestiario (scarpe, pantofole, camicetta, pantaloni), una chiave semplice potrebbe essere:
- Elementi che si utilizzano per i piedi
  - Scarpa sportiva (Scarpetta)
  - Scarpa non sportiva (Scarpa)
- Elementi che non si utilizzano per i piedi.
  - Elemento con maniche e collo alto (Camicetta)
  - Elemento senza maniche né collo alto (Pantaloni)

| Controllo di autorità | Thesaurus BNCF 39652 |